# SEAT Fura
El SEAT Fura és un automòbil del segment B produït pel fabricant SEAT entre els anys 1981 i 1986, En realitat és una remodelació del Seat 127, que es correspon amb la que va experimentar el FIAT 127 que havia estat construït per la firma des d'abril de 1972. Els principals canvis externs són una calandra major que inclou els llums, i unes òptiques del darrere de nou disseny.
Un cop expirada la llicència del 127, SEAT es va veure obligada a desenvolupar una nova versió amb un nou nom que es va presentar a finals de 1981 per a l'any model de 1982. Estava disponible en tres i estils de carrosseria hatchback de cinc portes. Les vendes van començar el gener de 1982.
Les versions berlines de dues i quatre portes del Fiat 127 es van suspendre. El Fura mai va estar disponible amb la unitat més gran de 1.010 cc que es va veure al SEAT 127, però va rebre la transmissió manual de cinc velocitats de sèrie.
Després del rentat de cara de 1983, es va presentar el SEAT Fura Dos: no es diferenciava gaire del seu predecessor, principalment pels fars i els intermitents més petits. Després de l'aparició del Seat Ibiza, la raó de ser d'aquest vehicle va desaparèixer, car es tractava només de cobrir un forat de mercat amb un vehicle més evolucionat que el Seat 127 fins a l'aparició del seu substitut.
A la versió amb el motor de 903 cc que va constituir el gruix de les vendes, s'hi va afegir la versió Crono, dotada amb el conegut motor Lampredi de 1.438 cc i d'origen Fiat 124S, que va passar a convertir-se en la versió esportiva, amb una efectivitat destacable. El SEAT Fura Crono es va utilitzar a la sèrie de ral·lis d'una marca Copa Fura, que es va llançar el 1983 i va acabar el 1985. Els cotxes van ser ajustats per Abarth i van produir 90 CV.